# Tamanski
Tamanski - Таманский (rus) és un possiólok del krai de Krasnodar, a Rússia. Es troba a la península de Taman, al delta del riu Kuban, a 50 km al sud-oest de Temriük i a 172 km a l'oest de Krasnodar, la capital.
Pertanyen a aquest municipi les poblacions d'Artiúsxenko, Vesselovka i Progress.